# San Pietro a Maida
San Pietro a Maida (en calabrès Sammpiatru a Mmàida) és un municipi italià, situat a la regió de Calàbria i a la província de Catanzaro. L'any 2023 tenia 3786 habitants.

## Demografia
| 1r gener 2017 | 1r gener 2018 | 1r gener 2023 |
| 4.151         | 4.103         | 3.772         |

## Administració
| Dates mandat | Nom de l'alcalde/ssa | Causa finalització |
| ------------ | -------------------- | ------------------ |